# Kuzelite
La kuzelite (simbolo IMA: Kuz) è un minerale molto raro del supergruppo dell'idrotalcite e del gruppo dell'idrocalumite appartenente alla classe degli "ossidi e idrossidi" con composizione chimica Ca4Al2(SO4)(OH)12 • 6(H2O) ed è quindi chimicamente un idrossido di calcio e alluminio idrato con ulteriori ioni solfato.

## Etimologia e storia
La kuzelite è stata trovata per la prima volta nel 1996 sullo Zeilberg vicino a Maroldsweisach, nel distretto della Bassa Franconia. Il minerale è stato descritto scientificamente da Herbert Pöllmann, Thomas Witzke e H. Kohler, e che hanno dedicato a Hans-Jürgen Kuzel (1932-1997), mineralogista e docente universitario presso l'Istituto Mineralogico di Erlangen e che produsse per la prima volta il composto chimico della kuzelite sinteticamente..
La descrizione completa del minerale e il nome sono stati sottoposti alla revisione dell'Associazione Mineralogica Internazionale (IMA) (numero di iscrizione IMA: 1996-053), che ha riconosciuto il minerale come specie minerale a sé nello stesso anno.
L'olotipo del minerale è conservato nella collezione mineralogica dell'Università "Martin Lutero" di Halle-Wittenberg in Sassonia-Anhalt (Germania), con il numero di catalogo 001 HSUL.

## Classificazione
La nona edizione della sistematica minerale di Strunz, aggiornata fino al 2009 dall'Associazione Mineralogica Internazionale (IMA), elenca la kuzelite nella classe "4. Ossidi (idrossidi, V[5,6] vanadati, arseniti, antimoniti, bismutiti, solfiti, seleniti, telluriti, iodati)" e da lì nella sottoclasse "4.F Idrossidi (senza V od U)"; questa è ulteriormente suddivisa in base all'eventuale presenza di acqua cristallina (H2O) e alla struttura cristallina, in modo che il minerale venga classificato in base alla sua composizione e struttura nella suddivisione "4.FL Idrossidi con H2O ± (OH); strati di ottaedri che condividono uno spigolo", dove è l'unico membro del gruppo senza nome 4.FL.15.
Nell'edizione successiva alla nona, chiamata anche Classificazione Strunz-Mindat poiché continuata nel database "mindat.org", la kuzelite conserva la stessa classificazione che aveva nella precedente edizione.
Nella Sistematica dei lapis (Lapis-Systematik) di Stefan Weiß, la kuzelite è elencata nella classe degli "ossidi" e da lì nella sottoclasse degli "idrossidi e idrati ossidici (ossidi contenenti acqua con struttura stratificata)" dove forma il gruppo nº IV/F.10 insieme all'idrocalumite.
Anche la classificazione dei minerali secondo Dana, che viene utilizzata principalmente nel mondo anglosassone, classifica la kuzelite nella classe degli "ossidi e idrossidi" e lì nella sottoclasse degli "idrossidi e ossidi contenenti ossidrili". Qui è l'unico membro del gruppo senza nome 06.04.12 all'interno della suddivisione "idrossidi e ossidi contenenti ossidrili con vari cationi".

## Chimica
La microanalisi a fascio di elettroni e l'analisi chimica umida hanno portato a un contenuto medio del 34,5% in peso di ossido di calcio (CaO), del 19,6% in peso di ossido di alluminio (Al2O3), del 12,9% in peso di anidride solforica (SO3) e del 33,45% in peso di acqua (H2O), che corrisponde alla formula empirica Ca3,83Al2,40(OH)12,86(SO4) • 6(H2O) con una proporzione di una molecola SO4.

## Abito cristallino
La kuzelite cristallizza nel sistema trigonale nel gruppo spaziale R3 (gruppo nº 148) con i parametri del reticolo a = 5,76 Å e c = 53,66 Å così come 3 unità di formula per cella unitaria.

## Origine e giacitura
La kuzelite si forma in rari casi in xenoliti carboniosi in basalto a oltre 100 °C per conversione di ettringite. A seconda del luogo di ritrovamento, la kuzelite si trova associata con vari minerali, come ettringite, afwillite, apofillite, calcite, gesso, idrocalumite, natrolite, gyrolite, portlandite e tobermorite.
A livello mondiale sono stati documentati pochi siti per la kuzelite, quasi tutti in Germania e uno in Spagna. Oltre alla sua località tipo, Zeilberg in Baviera, si tratta della "cava di Caspar" e del "Seekante" (termine per la parte orientale di una colata lavica) sull'Ettringer Bellerberg vicino a Ettringen (sull'Eifel) e della cava sul Rothenberg vicino a Bell in Renania-Palatinato. Per quanto riguarda la Spagna, è documentato il sito a Mirador de la Centinela sull'isola di Tenerife.

## Forma in cui si presenta in natura
La kuzelite sviluppa cristalli tabulari molto piccoli fino a circa 2 mm di dimensione con un habitus esagonale o romboedrico e una lucentezza simile al vetro sulle superfici. Nella sua forma pura, la kuzelite è incolore e trasparente. Tuttavia, a causa della rifrazione multipla della luce dovuta a difetti di costruzione del reticolo o alla formazione policristallina, può anche apparire bianca e assumere un colore giallo pallido a causa di miscele estranee, per cui la trasparenza diminuisce di conseguenza. Il colore del suo striscio, invece, è sempre bianco.